# Ryō Nishikido
Ryō Nishikido (錦戸 亮, Nishikido Ryō), né le 3 novembre 1984, est un artiste japonais, chanteur, acteur et auteur de chansons. Il est un ancien membre des groupes de J-pop Kanjani∞ (関ジャニ∞) et des NEWS sous Johnny's Entertainment, Inc.

## Profil
- Nom : 錦戸 亮 (にしきど　りょう)
- Nom (romaji) : Nishikido Ryo / Ryou
- Surnoms : Ryo-chan, Dokkun, Ryo-tan, Nishikido-kun, Nikki, Nishiki-chan, Nishi-yan, 893 (Yakuza)
- Lieu de Naissance : Kadoma, Japon
- Date de Naissance : 3 novembre 1984
- Couleur au sein de Kanjani∞ Eight Rangers : Jaune
- Couleur au sein de NEWS : Bleu
- Chanteurs / Groupes Favoris : Red Hot Chili Peppers, Mr. Children, Remioromen, Green Day, Kazuyoshi Saitou, The Beatles
- Radio Show : Music Paradise
- TV Show : ほんジャニ！(Honjani!) / 裏ジャニ (Urajani)

## Biographie
Ryo Nishikido est né dans la Préfecture d'Hyogo le 3 novembre 1984 et a grandi à Kadoma, Préfecture d'Osaka. En 1997, il est sélectionné pour faire partie du collectif Johnny's Jr., et a ensuite fait ses débuts véritables en 2004 comme acteur et chanteur au sein du groupe de J-Pop News. Nishikido est aussi l'un des deux chanteurs et le deuxième guitariste du groupe for Kanjani Eight, un boys' band du label Johnny & Associates constitué des membres de Johnny's Jr. originaires de la région de Kansai au Japon.
En 2019, il annonce son départ du groupe Kanjani8 et de l'entreprise Johnny's Entertainment. À la suite de son départ, il commence une carrière solo en créant son propre label et en lançant son compte Instagram.

## Discographie
Pour les sorties en tant que membre du groupe Kanjani∞, regarder à Kanjani∞.
Pour les sorties en tant que membre de NEWS, regarder à NEWS.
Ryo Nishikido fut un des juniors les plus populaires du Kansai de son temps. Il obtint le surnom « Ryo-chan » à cause de sa petite taille et de son look enfantin pendant sa période junior et le conserva jusqu'à aujourd'hui.
On parle de lui en tant que leader de l'ombre de NEWS, responsable pour apprendre à la plupart des membres la chorégraphie de leurs danses.[réf. nécessaire]
Le sempai qu'il admire le plus est Jun Matsumoto de Arashi.[réf. nécessaire]
À part les membres du groupe Kanjani∞, Ryo est bon ami avec Yamashita Tomohisa de NEWS, Akanishi Jin de KAT-TUN et Shirota Yuu de D-Boys.[réf. nécessaire]
Il a joué dans l'adaptation t. V du célèbre roman 1 Litre no Namida avec Sawajiri Erika en 2005. Son jeu d'acteur attira l'attention après qu'il eut gagné le prix du meilleur acteur secondaire pour son rôle dans la célèbre série T.V Last Friends, diffusée au Printemps 2008.
En octobre 2011, il est annoncé qu'il quitte son groupe NEWS pour se consacrer à ses activités avec les Kanjani8.

## Filmographie

### Drama
- Papadol! (TBS, 2012)
- Zenkai Girl (Fuji TV, 2012)
- Inu o Kau to Iu Koto (TV Asahi, 2011)
- Joker: Yurusarezaru Sōsakan (ジョーカー許されざる捜査官) (Fuji TV, 2010)
- Niini no Koto o Wasurenaide (NTV, 2009)
- Le Chien d'Orthros (オルトロスの犬)(TBS, 2009)
- Ryūsei no kizuna (流星の絆) (TBS, 2008)
- Last Friends (ラスト・フレンズ) (Fuji TV, 2008)
- Isshun no Kaze ni Nare (一瞬の風になれ) (Fuji TV, 2008)
- 1 Litre no Namida SP (1リットルの涙‧追憶) (Fuji TV, 2007) - Dr Asou Haruto
- Attention Please SP 1 (アテンションプリーズ SP 1) (Fuji TV, 2006)
- Kemarishi (KTV, 2006)
- Dive to Future (KTV, 2006)
- Attention Please (アテンションプリーズ) (Fuji TV, 2006)
- 1 Litre no Namida (Fuji TV, 2005) - Asou Haruto
- Ganbatte Ikimasshoi (がんばっていきまっしょい) (Fuji TV, 2005)
- Teru Teru Kazoku (てるてる家族) (NHK, 2004)
- Card Queen (かるたクイーン) (NHK, 2003)
- Zenigetchu!! (ゼニゲッチュー!!) (NTV, 2001)
- Shichinin no Samurai J ke no Hanran (七人のサムライ J家の反乱) (TV Asahi, 1999)
- Binbo Doshin Goyocho (びんぼう同心御用帳) (TV Asahi, 1998)

### CM (publicités)
- Yanboh Marboh
- Oronamin C
- RUSS-K (avec NEWS)
- Ultra Music Power
- LAWSON (avec NEWS)

### Récompenses
- 57th Television Drama Academy Awards: Meilleur Rôle Secondaire - Last Friends
- 12th Nikkan Sports Drama Grand Prix (Printemps 2008): Meilleur Rôle Secondaire - Last Friends
- 7th Nikkan Sports Drama Grand Prix (2003-04): Meilleur Nouveau Venu - Teru Teru Kazoku